# Список членов дома Романовых

Список включает членов дома Романовых, начиная с Романа Захарьина (ум. 1543), давшего династии имя — и до людей рождённых до 1917 года, их супругов (в том числе морганатических) и потомство от браков, заключенных до той же даты; признанное внебрачное потомство; супругов представительниц дома Романовых, если они остались проживать на территории России (как правило, немецкие принцы), а также членов императорской фамилии как потомство императора по женской линии, которые признавались таковыми императором (как правило, дети от указанных выше иностранных супругов).

## Генеалогические древа

Дом Романовых за весь период существования (с 1347 по настоящее время)
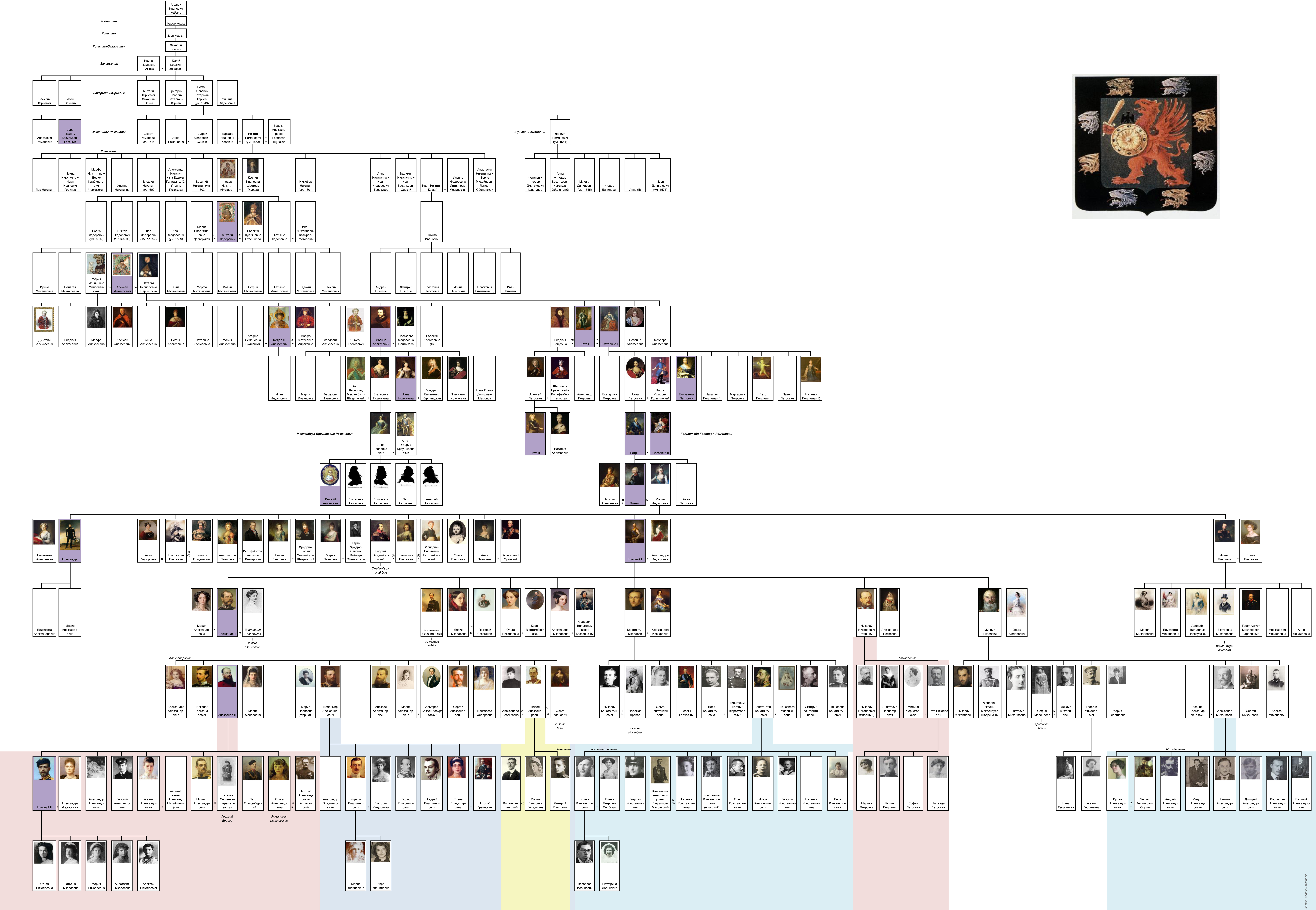
Дом Романовых до свержения (с 1347 по 1917 год)
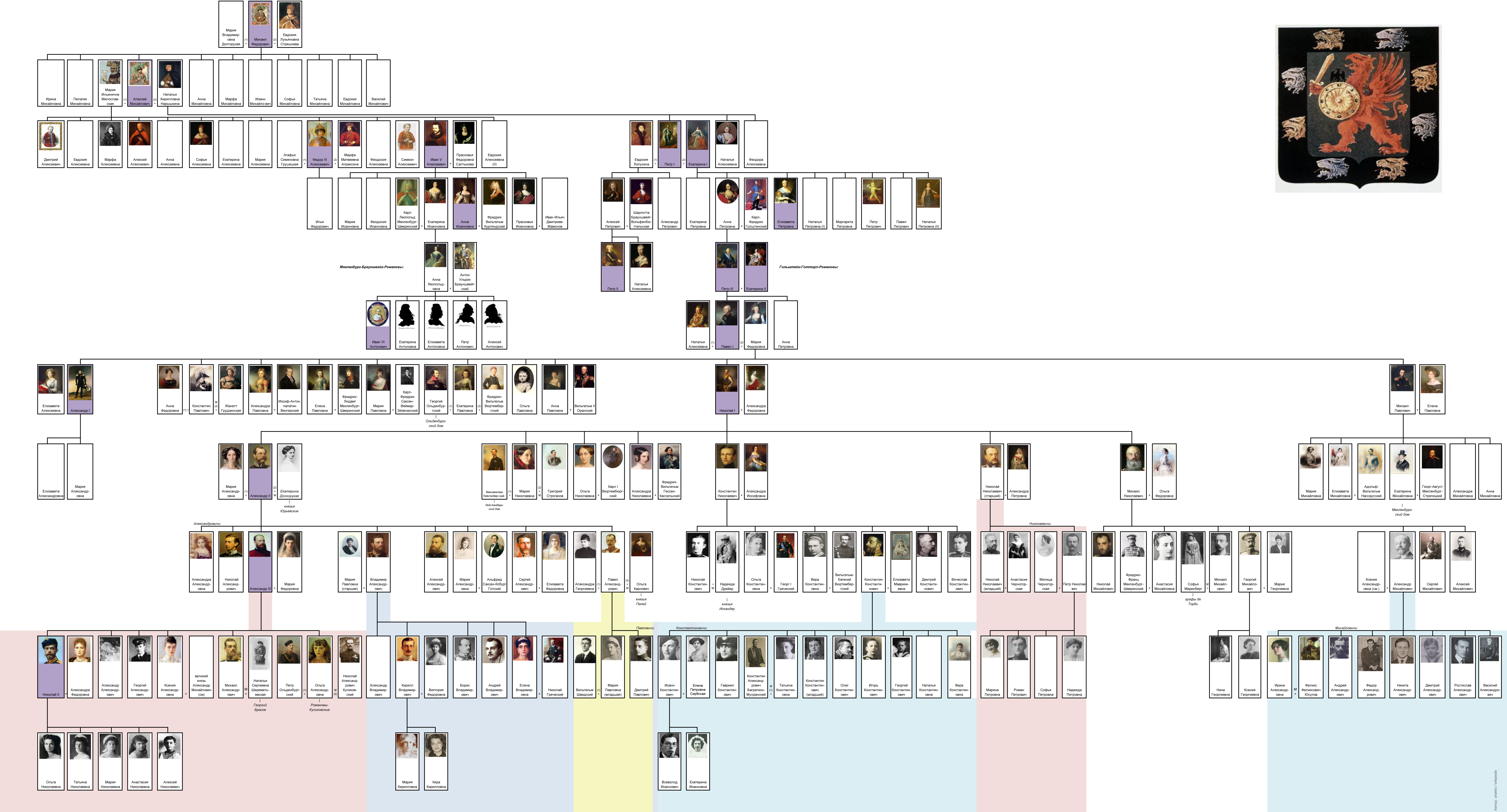
Дом Романовых с воцарения до свержения (с 1613 по 1917 год)
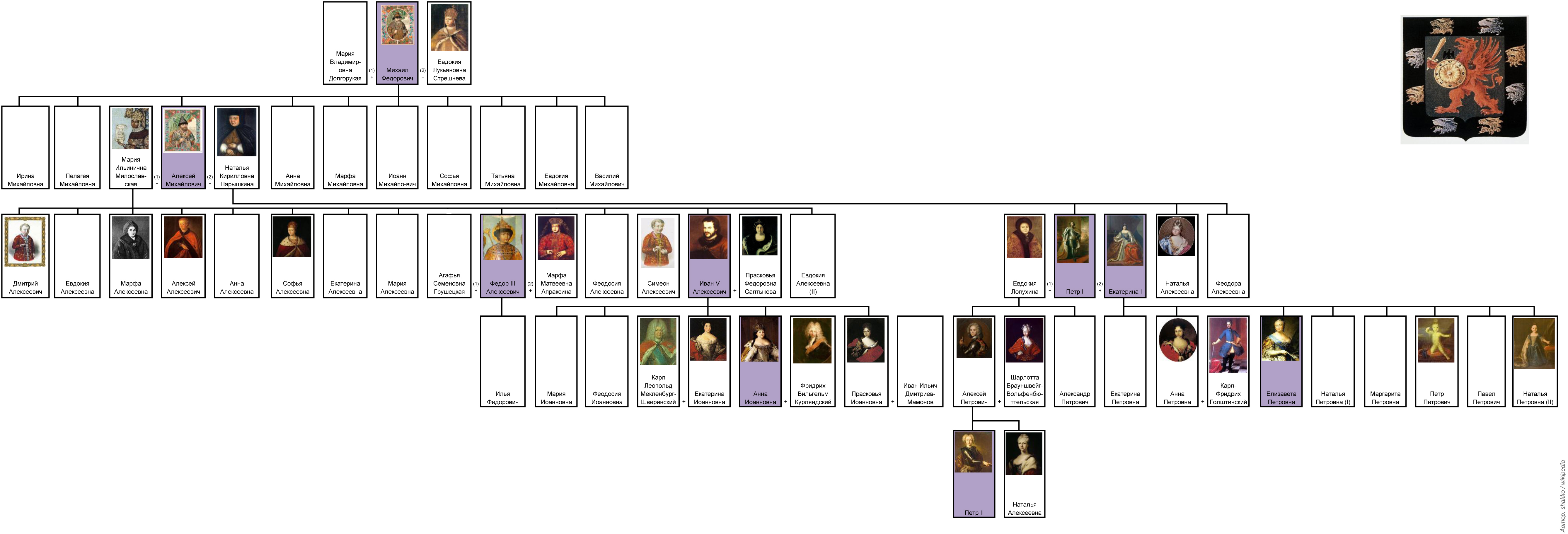
Царствующий дом Романовых до пресечения в мужском колене (с 1613 по 1762 год)
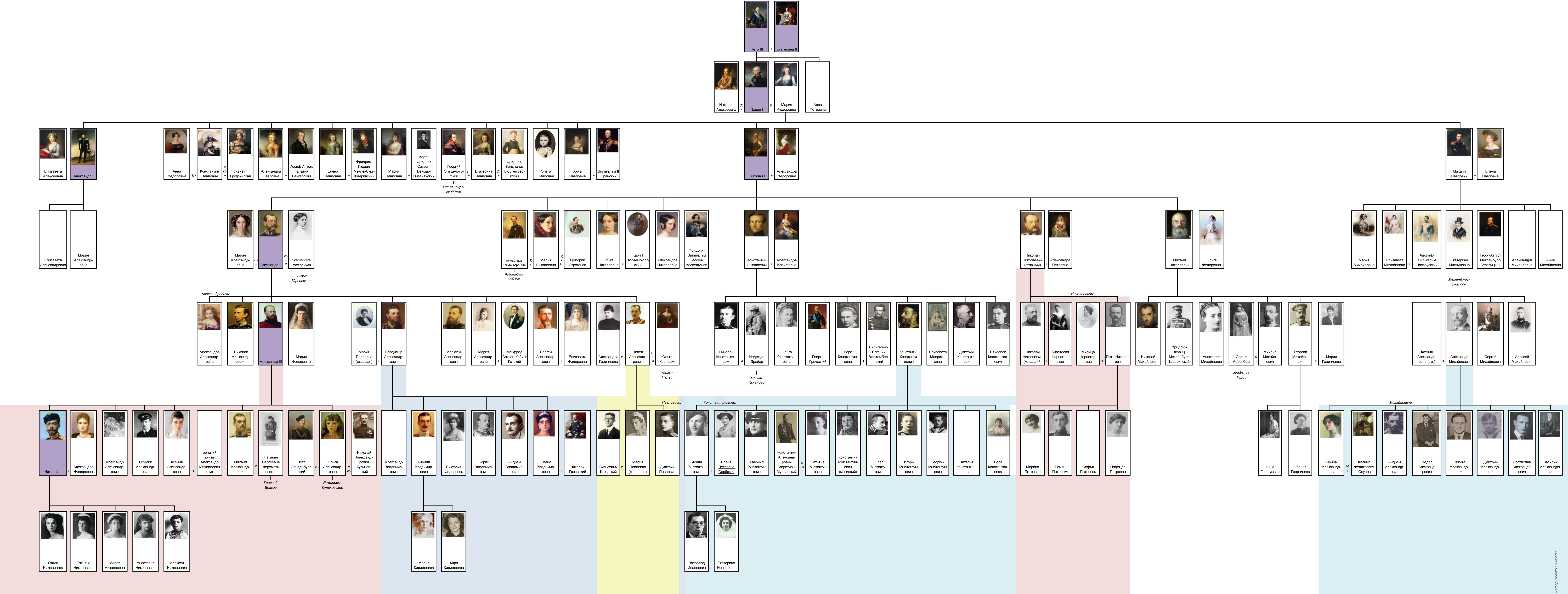
Гольштейн-Готторп-Романовы (с 1762 по 1917 год)

## Алфавитный список
| # А Б В Г Д Е Ё Ж З И К Л М Н О П Р С Т У Ф Х Ц Ч Ш Щ Э Ю Я |

### А
- Агафья Семёновна Грушецкая (1663—1681), царица, жена царя Фёдора III
- Александр I Павлович (1777—1825) — император
- Александр II Николаевич (1818—1881) — император
- Александр III Александрович (1845—1894) — император
- Александр Александрович (1869—1870), великий князь, сын Александра III
- Александр Владимирович (1875—1877), великий князь, сын великого князя Владимира Александровича
- Александр Михайлович (внук Николая I) (1866—1933) — великий князь
- Александр Петрович (царевич) (1691—1692) — русский царевич, сын Петра I.
- Александра Александровна (1842—1849) — великая княжна, дочь Александра II
- Александра Георгиевна (1870—1891) — великая княгиня, жена великого князя Павла Александровича
- Александра Иосифовна (1830—1911) — великая княгиня, жена великого князя Константина Николаевича
- Александра Михайловна (1831—1832) — великая княжна, дочь великого князя Михаила Павловича
- Александра Николаевна (1825—1844) — великая княжна, дочь Николая I. Муж — Фридрих Вильгельм Гессен-Кассельский
- Александра Павловна (1783—1801) — великая княжна, дочь Павла I. Муж — Иосиф Австрийский (палатин Венгрии)
- Александра Петровна (1838—1900) — великая княгиня, жена великого князя Николая Николаевича
- Александра Фёдоровна (жена Николая I) (принцесса Шарлотта Прусская; 1798—1860) — императрица, жена Николая I.
- Александра Фёдоровна (жена Николая II) (принцесса Алиса Гессенская; 1872—1918) — императрица, жена Николая II.
- Александров, Павел Константинович (1808—1857) — внебрачный сын великого князя Константина Павловича. Мать — Фридрихс, Жозефина
- Алексей Александрович (1850—1908) — великий князь, сын Александра II
- Алексей Алексеевич (1654—1670) — царевич, сын Алексея Михайловича
- Алексей Михайлович (1629—1676) — царь
- Алексей Михайлович (великий князь) (1875—1895) — великий князь
- Алексей Николаевич (1904—1918) — цесаревич
- Алексей Петрович (1690—1718) — царевич
- Анастасия Михайловна (1860—1922) — великая княжна, дочь великого князя Михаила Николаевича. Муж — Фридрих Франц III (великий герцог Мекленбург-Шверина)
- Анастасия Николаевна (1901—1918) — великая княжна, дочь Николая II
- Анастасия Николаевна (великая княгиня) (1868—1935) — великая княгиня, жена (во 2-м браке) великого князя Николая Николаевича (в 1-м браке — герцога Георгия Максимилиановича Лейхтенбергского)
- Андрей Александрович (1897—1981) — князь императорской крови, сын великого князя Александра Михайловича
- Андрей Владимирович (великий князь) (1879—1956) — великий князь, сын великого князя Владимира Александровича.
- Анна Алексеевна (1655—1659) — царевна, дочь Алексея Михайловича
- Анна Иоанновна (1693—1740) — императрица
- Анна Леопольдовна (1718—1746) — правительница
- Анна Михайловна (1630—1692) — царевна, дочь Михаила Федоровича
- Анна Михайловна (великая княжна) (1834—1836) великая княжна, дочь великого князя Михаила Павловича
- Анна Павловна (1795—1865) — великая княжна, дочь Павла I. Муж — Виллем II, король Нидерландов
- Анна Петровна (1708—1728) — цесаревна, дочь Петра I
- Анна Петровна (дочь Екатерины II) (1757—1759) — великая княжна
- Анна Фёдоровна (1781—1860) — великая княгиня, жена Константина Павловича
- Антон Ульрих Брауншвейгский, герцог Брауншвейг-Беверн-Люнебургский (1714—1774) — муж Анны Леопольдовны

### Б
- Багратионы:
  - Багратион-Мухранская, Наталья Константиновна (1914—1984) — дочь княжны императорской крови Татьяны Константиновны
  - Багратион-Мухранский, Константин Александрович (1889—1915) — морганатический муж княжны императорской крови Татьяны Константиновны
  - Багратион-Мухранский, Теймураз Константинович (1912—1992) — сын княжны императорской крови Татьяны Константиновны
- Белевский-Жуковский, Алексей Алексеевич (1871—1932) — внебрачный либо морганатический сын великого князя Алексея Александровича
- Бобринский, Алексей Григорьевич (1762—1813)— внебрачный сын Екатерины II и Григория Орлова
- Лейхтенбергский дом:
  -  Богарне, Дарья Евгеньевна (1870—1937) — графиня, дочь князя Евгения Максимилиановича Романовского, герцога Лейхтенбергского от первого брака
  -  Богарнэ, Дарья Константиновна, ур. Опочинина, графиня (1844—1870) — первая морганатическая жена князя Евгения Максимилиановича Романовского, герцога Лейхтенбергского
  -  Богарне, Зинаида Дмитриевна, ур. Скобелева, графиня (1856—1899) — вторая морганатическая жена герцога Евгения Лейхтенбергского
  - Богарне, Надежда Сергеевна, в 1-м браке Акинфова, графиня (1840—1891) — морганатическая жена Николая Максимилиановича, 4-го герцога Лейхтенбергского
- Борис Владимирович (великий князь) (1877—1943)
- Брасовы — семья великого князя Михаила Александровича:
  -  Брасов, Георгий Михайлович (1910—1931) — морганатический сын великого князя Михаила Александровича
  -  Брасова, Наталья Сергеевна, ур. Шереметьевская (1880—1952) — морганатическая жена великого князя Михаила Александровича
- Брауншвейгское семейство — дети Анны Леопольдовны и Антона-Ульриха Брауншвейгского, братья и сестры Ивана VI, рождённые в ссылке:
  - Екатерина Антоновна (1741—1807)
  - Елизавета Антоновна (1743—1782)
  - Пётр Антонович (1745—1798)
  - Алексей Антонович (1746—1787)

### В
- Василий Александрович (1907—1989) — князь императорской крови, сын великого князя Александра Михайловича
- Василий Михайлович (царевич) (1639) — сын Михаила Федоровича
- Великий, Семён Афанасьевич (1772—1794) — внебрачный сын императора Павла. Мать — Разумовская, Софья Степановна
- Вера Константиновна (1854—1912) — великая княжна, дочь Константина Николаевича. Муж — герцог Евгений Вюртембергский (1846—1877).
- Вера Константиновна (1906—2001) — княжна императорской крови, дочь Константина Константиновича.
- Виктория Фёдоровна (1876—1936) — великая княгиня, жена великого князя Кирилла Владимировича
- Владимир Александрович (1847—1909) — великий князь, сын Александра II
- Владимир Кириллович (1917—1992) — единственный сын великого князя Кирилла Владимировича, родился после свержения монархии, поэтому де юре не член Императорского Дома (отсутствует в Придворном календаре и других документах Империи).
- семья великого князя Николая Константиновича (мать — Александра Александровна Демидова (Сумарокова-Эльстон), урож. Абаза, 1853—1894):
  - Волынский, Николай Павлович  (1878—1913) — внебрачный сын великого князя Николая Константиновича
  - Волынская, Ольга Павловна  (1877—1910) — внебрачная дочь великого князя Николая Константиновича
- Всеволод Иоаннович (1914—1973) — князь императорской крови, сын князя императорской крови Иоанна Константиновича
- Вюртембергский дом:
  - Александр Вюртембергский (1771—1833) — брат императрицы Марии Федоровны
  - Александр Вюртембергский (1804-1881) — племянник императрицы Марии Федоровны, сын предыдущего,
  - Эрнст Вюртембергский (1807—1868) — племянник императрицы Марии Федоровны, брат предыдущего
  - Евгений Вюртембергский (1788—1857) — племянник императрицы Марии Федоровны (сын Евгения Фридриха Генриха Вюртембергского)
  - Адам Вюртембергский (1792—1847) — племянник императрицы Марии Федоровны (сын Людвига Вюртембергского)
- Вячеслав Константинович (1862—1879) — великий князь, сын великого князя Константина Николаевича

### Г
- Гавриил Константинович (1887—1955) — князь императорской крови, сын Константина Константиновича
- Георгий Александрович (1871—1899) — цесаревич, великий князь, сын Александра III
- Георгий Константинович (1903—1938) — князь императорской крови, сын Константина Константиновича
- Георгий Михайлович (1863—1919) — великий князь, сын великого князя Михаила Николаевича
- Гессенский дом:
  - Александр Гессен-Дармштадтский (1823—1888) — брат императрицы Марии Александровны

### Д
- Дмитриев-Мамонов, Иван Ильич  (1680—1730) — муж царевны Прасковьи Иоанновны
- Дмитрий Александрович (1901—1980) — князь императорской крови, сын великого князя Александра Михайловича
- Дмитрий Алексеевич (1648—1649) — царевич, сын Алексея Михайловича
- Дмитрий Константинович (внук Николая I) (1860—1919) — великий князь, сын великого князя Константина Николаевича
- Дмитрий Павлович (1891—1942) — великий князь, сын великого князя Павла Александровича
- Долгорукова, Екатерина Михайловна, светлейшая княгиня Юрьевская (1847—1922) — морганатическая жена императора Александра II

### Е
- Евдокия Алексеевна (1650—1712) — царевна, дочь Алексея Михайловича
- Евдокия Алексеевна (1669) — царевна, дочь Алексея Михайловича, тезка предыдущей
- Евдокия Лукьяновна Стрешнева (1608—1645) — царица, жена Михаила Фёдоровича
- Евдокия Михайловна (1637) — царевна, дочь Михаила Фёдоровича
- Евдокия Фёдоровна Лопухина (1669—1731) — царица, жена Петра I
- Екатерина I Алексеевна  (1684—1727) — императрица
- Екатерина II Алексеевна  (1729—1796) — императрица
- Екатерина Алексеевна (1658—1718) — царевна, дочь Алексея Михайловича
- Екатерина Иоанновна (Ивановна) (1691—1733) — царевна, дочь Ивана V
- Екатерина Иоанновна (1915—2007) — княжна императорской крови, дочь князя императорской крови Иоанна Константиновича
- Екатерина Михайловна (1827—1894) — великая княжна, дочь великого князя Михаила Павловича. Муж — Георг-Август Мекленбург-Стрелицкий
- Екатерина Павловна (1788—1819) — великая княжна, дочь Павла I. Первый муж — Петр-Фридрих Ольденбургский, второй — Вильгельм I (король Вюртемберга).
- Екатерина Петровна (1706—1708) — великая княжна, дочь Петра I
- Елена Владимировна (1882—1957) — великая княжна, дочь великого князя Владимира Александровича. Муж — Николай (принц Греческий и Датский)
- Елена Павловна (дочь Павла I) (1784—1803) — великая княжна, дочь императора Павла I. Муж — Фридрих Людвиг Мекленбург-Шверинский
- Елена Павловна (Фредерика Вюртембергская) (1806—1873) — великая княгиня, жена великого князя Михаила Павловича
- Елена Петровна (1884—1962) — княгиня императорской крови, жена князя императорской крови Иоанна Константиновича
- Елизавета Александровна (1806—1808) — великая княжна, дочь Александра I
- Елизавета Алексеевна (1779—1826) — императрица, жена Александра I
- Елизавета Маврикиевна (1865—1927) — великая княгиня, жена великого князя Константина Константиновича
- Елизавета Михайловна (1826—1845) — великая княжна, дочь великого князя Михаила Павловича. Супруг — герцог Адольф-Вильгельм Нассауский (Адольф (великий герцог Люксембургский))
- Елизавета Петровна (1709—1761) — императрица
- Елизавета Фёдоровна (1864—1918) — великая княгиня, жена великого князя Сергея Александровича

### Ж
- Жуковская, Александра Васильевна (1842—1912) — предположительно, морганатическая супруга великого князя Алексея Александровича

### З
- Захарьины (подробно см. Романовы до 1613 года):
  - Захарьина, Анастасия Романовна — царица, жена Ивана Грозного
  - Захарьина, Анна Романовна, княгиня Сицкая — сестра царицы Анастасии
  - Захарьин, Данила Романович — брат царицы Анастасии
  - Захарьин, Долмат Романович — брат царицы Анастасии
  - Захарьин, Никита Романович (? −1586) — брат царицы Анастасии, отец патриарха Филарета. Первая жена — Варвара Ивановна Ховрина-Головина, вторая жена — Евдокия Александровна Горбатая-Шуйская
  - Захарьин, Роман Юрьевич — дед патриарха Филарета
  - Захарьина, Ульяна Фёдоровна — жена Романа Юрьевича
- Ольденбургский дом (графы Зарнекау):
  -  Зарнекау, Агриппина Константиновна  (1855—1926) — морганатическая жена принца Константина Петровича Ольденбургского
  - Зарнекау, Александра Константиновна (1883—1957) — дочь Константина Ольденбургского, в браке со светлейшим князем Георгием Александровичем Юрьевским
  - Зарнекау, Алексей Константинович  (1887—1918) — сын Константина Ольденбургского
  -  Зарнекау, Екатерина Константиновна (1884—1963) — дочь Константина Ольденбургского
  -  Зарнекау, Николай Константинович  (1886—1976) — сын Константина Ольденбургского
  - Зарнекау, Нина Константиновна  (1892—1922) — дочь Константина Ольденбургского
  - Зарнекау, Пётр Константинович  (1889—1961) — сын Константина Ольденбургского

### И
- Иван V Алексеевич (1666—1696) — Государь, Царь и Великий Князь всея Руси
- Иван VI Антонович (Иоанн Антонович) (1740—1764) — Император
- Иван Михайлович (царевич) (Иоанн Михайлович) (1633—1639) — сын Михаила Федоровича
- Игорь Константинович (1894—1918) — князь императорской крови, сын великого князя Константина Константиновича
- Илья Фёдорович (1681) — царевич, сын Федора Алексеевича
- Иоанн Константинович (1894—1918) — князь императорской крови, сын великого князя Константина Константиновича
- Ирина Александровна Юсупова (1895—1970) — княжна императорской крови, дочь великого князя Александра Михайловича
- Ирина Михайловна (1627—1679) — царевна, дочь Михаила Федоровича
- Искандеры (семья великого князя Николая Константиновича):
  - Искандер, Александр Николаевич (1887—1957) — сын от морганатического брака великого князя Николая Константиновича
  - Искандер, Артемий Николаевич (1883—1919) — сын от морганатического брака великого князя Николая Константиновича
  - Искандер, Надежда Александровна, ур. Дрейер — морганатическая супруга великого князя Николая Константиновича

### К
- Мекленбург-Стрелицкий дом:
  - Карлов, Георгий Георгиевич (1899—1963) — сын Георгия Георгиевича Мекленбург-Стрелицкого
  - Карлова, Екатерина Георгиевна (1891—1940) — дочь Георгия Георгиевича Мекленбург-Стрелицкого
  - Карлова, Мария Георгиевна (1893—1979) — дочь Георгия Георгиевича Мекленбург-Стрелицкого
  - Карлова, Наталья Георгиевна (1894—1913) — дочь Георгия Георгиевича Мекленбург-Стрелицкого
  - Карлова, Наталья Фёдоровна, ур. Вонлярская (1858—1921) — морганатическая жена Георгия Георгиевича Мекленбург-Стрелицкого
- Кира Кирилловна (1909—1967) — княжна императорской крови, младшая дочь великого князя Кирилла Владимировича. Муж — принц Луи-Фердинанд Прусский.
- Кирилл Владимирович (1876—1938) — великий князь, сын великого князя Владимира Александровича
- семья великого князя Константина Николаевича (мать — Кузнецова, Анна Васильевна):
  - Князева, Анна Константиновна (1878—1920) — внебрачная дочь великого князя Константина Николаевича
  -  Князева, Марина Константиновна (1875—1941) — внебрачная дочь великого князя Константина Николаевича
  - Константин Константинович (1858—1915) — великий князь, сын великого князя Константина Николаевича
- Константин Константинович (младший) (1890—1918) — князь императорской крови, сын великого князя Константина Константиновича
- Константин Николаевич (1827—1892) — великий князь, сын Николая I
- Константин Павлович (1779—1831) — цесаревич, великий князь, сын Павла I
- Константинов, Константин Иванович (1818—1871) — внебрачный сын великого князя Константина Павловича
- Красинский, Владимир Андреевич (1902—1974) — внебрачный сын великого князя Андрея Владимировича и Матильды Кшесинской
- Ксения Александровна (1875—1960) — великая княжна и княгиня, дочь Александра III, жена великого князя Александра Михайловича
- Ксения Георгиевна (1903—1965) — княжна императорской крови, дочь великого князя Георгия Михайловича
- семья великой княжны Ольги Александровны:
  - Куликовский, Гурий Николаевич  (1919—1984) — сын великой княжны Ольги Александровны
  - Куликовский, Николай Александрович (1881—1958) — морганатический муж великой княжны Ольги Александровны
  - Куликовский, Тихон Николаевич (1917—1993) — сын великой княжны Ольги Александровны

### Л
- Лейхтенбергский герцогский дом:

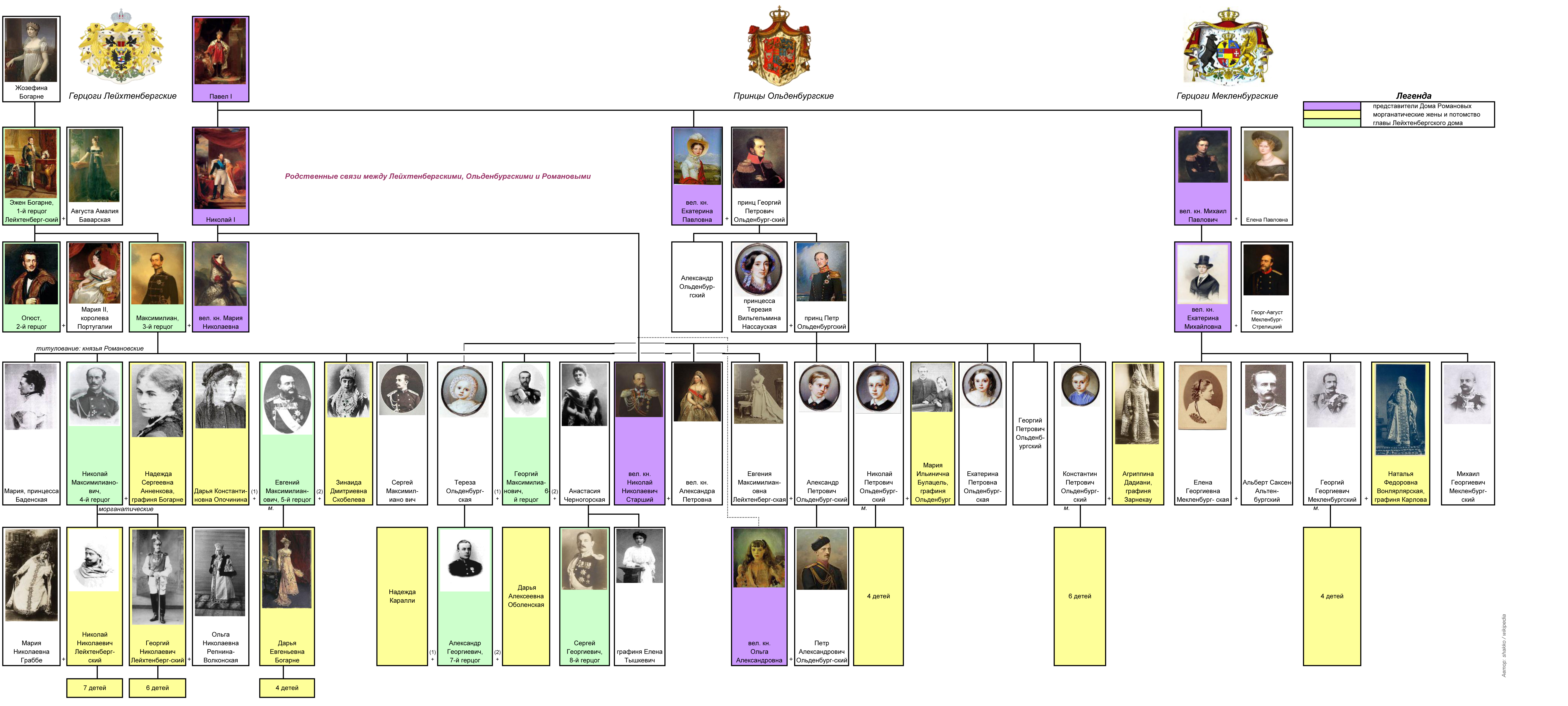
Родословное древо российских ветвей герцогов Лейхтенбергских, принцев Ольденбургских, герцогов Мекленбургских и их родственных взаимоотношений с домом Романовых

  - Лейхтенбергская, Александра Максимилиановна (1840—1843) — дочь герцога Максимилиана Лейхтенбергского
  - Лейхтенбергская, Александра Николаевна (1895—1960) — дочь герцога Николая Николаевича
  - Лейхтенбергская, Евгения Максимилиановна (1845—1925), в замужестве Ольденбургская — дочь герцога Максимилиана Лейхтенбергского
  - Лейхтенбергская, Елена Георгиевна (1896—1977) — дочь герцога Георгия Николаевича
  - Лейхтенбергская, Елена Георгиевна (1892—1971) — дочь герцога Георгия Максимилиановича
  - Лейхтенбергская, Мария Максимилиановна (1841—1914)
  - Лейхтенбергская, Мария Николаевна, ур. Граббе (1869—1948) — в браке с герцогом Николаем Николаевичем Лейхтенбергским
  - Лейхтенбергская, Мария Николаевна (1907—1992) — дочь герцога Николая Николаевича
  - Лейхтенбергская, Надежда Николаевна (1898—1962) — дочь герцога Николая Николаевича
  - Лейхтенбергская, Наталья Георгиевна (1900—1995) — дочь герцога Георгия Николаевича
  - Лейхтенбергская, Ольга Николаевна, ур. Репнина (1872—1952) — в браке с герцогом Георгием Николаевичем
  - Лейхтенбергская, Тамара Георгиевна (1901—1999) — дочь герцога Георгия Николаевича
  - Лейхтенбергский, Александр Георгиевич (1881—1942)
  - Лейхтенбергский, Андрей Георгиевич (1903—1920) — сын Георгия Николаевича
  - Лейхтенбергский, Георгий Максимилианович (1852—1912)
  - Лейхтенбергский, Георгий Николаевич (1872—1929)
  - Лейхтенбергский, Дмитрий Георгиевич (1898—1972) — сын Георгия Николаевича
  - Лейхтенбергский, Евгений Максимилианович (1847—1901)
  - Лейхтенбергский, Константин Георгиевич (1905—1983) — сын Георгия Николаевича
  - Лейхтенбергский, Максимилиан Николаевич (1900—1905) — сын Николая Николаевича
  - Лейхтенбергский, Максимилиан-Евгений-Иосиф-Август-Наполеон
  - Лейхтенбергский, Михаил Николаевич (1905—1928) — сын Николая Николаевича
  - Лейхтенбергский, Николай Максимилианович (1843—1891)
  - Лейхтенбергский, Николай Николаевич (1868—1928)
  - Лейхтенбергский, Николай Николаевич (младший) (1896—1938) — сын Николая Николаевича
  - Лейхтенбергский, Сергей Георгиевич (1890—1974)
  - Лейхтенбергский, Сергей Максимилианович (1849—1877)
  - Лейхтенбергский, Сергей Николаевич (1903—1966)
- Лишина, Констанция Ивановна  — внебрачная дочь великого князя Константина Павловича
- Лович Иоанна (Жанетта) Антоновна (Иоанна Непомуцина Барбара Храблика), Жанетта Антоновна Грудзинская — морганатическая жена великого князя Константина Павловича

### М
- Маргарита Петровна (1714—1715) — царевна, дочь Петра I
- Марина Петровна (1892—1981) — княжна императорской крови, дочь великого князя Петра Николаевича
- Мария Александровна (дочь Александра I) (1799—1800) — великая княжна, скончалась во младенчестве
- Мария Александровна (императрица) (1824—1880) — жена Александра II
- Мария Александровна (великая княжна) (1853—1920) — единственная дочь императора Александра II. Муж — Альфред Саксен-Кобург-Готский, принц Великобритании
- Мария Алексеевна (1660—1723) — царевна, дочь царя Алексея Михайловича
- Мария Владимировна Долгорукова (ум. 1625) — царица, жена царя Михаила Федоровича
- Мария Георгиевна (1876—1940) — великая княгиня, жена великого князя Георгия Михайловича
- Мария Ильинична Милославская (1624—1669) — царица, жена Алексея Михайловича
- Мария Иоанновна (Ивановна) (1689—1692) — царевна, дочь Ивана V
- Мария Кирилловна (1907—1951) — княжна императорской крови, старшая дочь великого князя Кирилла Владимировича. Муж — Князь Карл III цу Лейнинген.
- Мария Михайловна (1825—1846) — великая княжна, дочь великого князя Михаила Павловича
- Мария Николаевна (1899—1918) — великая княжна, дочь Николая II
- Мария Николаевна (дочь Николая I) (1819—1876) — великая княжна, дочь Николая I. Муж — Максимилиан Лейхтенбергский, 2-й брак (морганатический) — Григорий Александрович Строганов
- Мария Павловна (1786—1859) — великая княжна, дочь императора Павла I. Муж — Карл Фридрих Саксен-Веймар-Эйзенахский
- Мария Павловна, герцогиня Мекленбург-Шверинская (Старшая) (1854—1920) — великая княгиня, жена великого князя Владимира Александровича.
- Мария Павловна (1890—1958) (Младшая) — великая княжна, дочь великого князя Павла Александровича.
- Мария Фёдоровна (императрица, жена Павла I) (1759—1828)
- Мария Фёдоровна (императрица, жена Александра III) (1847—1928)
- Марфа Алексеевна (1652—1707) — царевна, дочь Алексея Михайловича
- Марфа Матвеевна Апраксина (1664—1716) — царица, жена царя Федора Алексеевича
- Марфа Михайловна (1631—1632) — царевна, дочь Михаила Федоровича
- Мекленбург-Стрелицкий дом — семья Георга Мекленбург-Стрелицкого и великой княгини Екатерины Михайловны:
  - Мекленбург-Стрелицкая, Елена Георгиевна (1857—1936). Муж — Альберт Саксен-Альтенбургский
  - Мекленбург-Стрелицкий, Георгий Георгиевич (1859—1909). Морганатическая жена — Надежда Вонлярская (Карлова)
  - Мекленбург-Стрелицкий, Георг-Август (1824—1876) — муж Екатерины Михайловны
  - Мекленбург-Стрелицкий, Михаил Георгиевич (1863—1934).
- Миклашевич, Елена Григорьевна (Строганова) — дочь великой княгини Марии Николаевны.
- Милица Николаевна (1866—1956) — великая княгиня, жена великого князя Петра Николаевича
- Михаил Александрович (сын Александра III) (1878—1918) — цесаревич, великий князь
- Михаил Михайлович (1861—1929) — великий князь, сын великого князя Михаила Николаевича
- Михаил Николаевич (1832—1909) — великий князь, сын Николая I
- Михаил Павлович (1798—1849) — великий князь, сын Павла I
- Михаил Фёдорович (1596—1645) — царь
- Мусина-Юрьева, Марфа Павловна (1801—1803) — внебрачная дочь императора Павла.

### Н
- Надежда Петровна (1898—1988) — княжна императорской крови, дочь великого князя Петра Николаевича
- Наталья Алексеевна (царевна) (1673—1716) — царевна дочь Алексея Михайловича
- Наталья Алексеевна (великая княжна) (1714—1728) — дочь Алексея Петровича, сестра Петра II.
- Наталья Алексеевна (великая княгиня) (1755—1776) — первая жена будущего Павла I
- Наталья Кирилловна Нарышкина (1651—1694) — царица, жена Алексея Михайловича
- Наталия Константиновна (1905) — княжна императорской крови, дочь великого князя Константина Константиновича
- Наталья Петровна (1713—1715) — царевна, дочь Петра I
- Наталья Петровна (1718—1725) — цесаревна, дочь Петра I
- Нестеровская, Антонина Рафаиловна — жена князя императорской крови Гавриила Константиновича с 1917 года
- Никита Александрович (1900—1974) — князь императорской крови, сын великого князя Александра Михайловича
- семья Николая Николаевича Старшего (мать — Числова, Екатерина Гавриловна (Николаевы (дворянский род)):
  - Николаев, Владимир Николаевич (1873—1942) — внебрачный сын великого князя Николая Николаевича Старшего
  - Николаев, Николай Николаевич (1875−1902) — внебрачный сын великого князя Николая Николаевича Старшего
  - Николаева, Галина Николаевна (1877—1878) — внебрачная дочь великого князя Николая Николаевича Старшего
  - Николаева, Екатерина Николаевна (1874—1940) — внебрачная дочь великого князя Николая Николаевича Старшего
  - Николаева, Ольга Николаевна (1868—1950) — внебрачная дочь великого князя Николая Николаевича Старшего
- Николай I Павлович (1796—1855) — император
- Николай II Александрович (1868—1918) — император
- Николай Александрович (сын Александра II) (1843—1865) — цесаревич, великий князь
- Николай Константинович (1850—1918) — великий князь, сын великого князя Константина Николаевича
- Николай Михайлович (1859—1919) — великий князь, сын великого князя Михаила Николаевича
- Николай Николаевич Младший (1856—1929) — великий князь, сын великого князя Николая Николаевича (старшего)
- Николай Николаевич Старший (1831—1891) — великий князь, сын императора Николая I
- Нина Георгиевна (1901—1974) — княжна императорской крови, дочь великого князя Георгия Михайловича

### О
- Олег Константинович (1892—1914) — князь императорской крови, сын великого князя Константина Константиновича
- Ольга Александровна (1882—1960) — великая княжна, дочь Александра III. Муж — Ольденбургский, Пётр Александрович, 2-й брак (морганатический) — Куликовский, Николай Александрович
- Ольга Константиновна (1851—1926) — великая княжна, дочь великого князя Константина Николаевича. Муж — Георг I (король Греции)
- Ольга Николаевна (дочь Николая I) (1822—1892) — великая княжна. Муж — Карл I (король Вюртемберга)
- Ольга Николаевна (1895—1918) — великая княжна, дочь Николая II
- Ольга Павловна (1792—1795) — великая княжна, дочь Павла I
- Ольга Фёдоровна (1839—1892) — великая княгиня, жена великого князя Михаила Николаевича

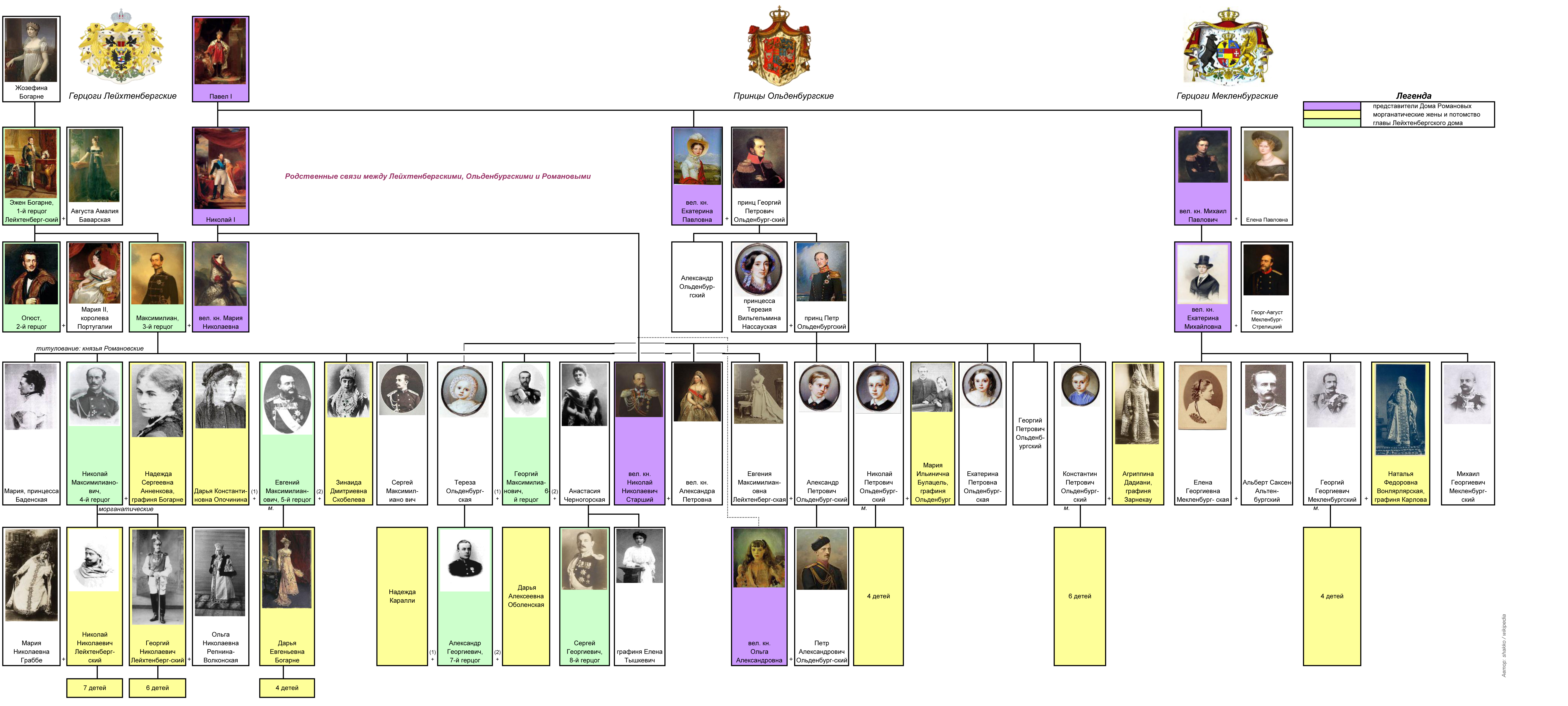
Родословное древо российских ветвей герцогов Лейхтенбергских, принцев Ольденбургских и их родственных взаимоотношений с домом Романовых

- Ольденбургский дом — семья и потомство великой княжны Екатерины Павловны:
  - Ольденбургская, Екатерина Петровна (Екатерина-Фредерика-Паулина) (1846—1866)
  - Ольденбургская, Мария Петровна (Мария-Фредерика-Цецилия) (1842—1843)
  - Ольденбургская, Тереза Петровна (1852—1883). Муж — Георгий Максимилианович, 6-й герцог Лейхтенбергский
  - Ольденбургская, Терезия-Вильгельмина-Фредерика-Изабелла-Шарлотта (Нассауская) (1815—1871). Муж — Ольденбургский, Пётр Георгиевич
  - Ольденбургский, Александр Георгиевич (Фридрих-Павел-Александр) (1810—1829)
  - Ольденбургский, Александр Петрович (Александр-Фридрих-Константин) (1844—1932). Жена — светлейшая княжна Евгения Максимилиановна Лейхтенбергская
  - Ольденбургский, Георгий Петрович (1848-1871) (Георгий-Фридрих-Александр)
  - Ольденбургский, Георгий Петрович (Петр-Фридрих-Георг) (1784—1812) — муж великой княгини Екатерины Павловны
  - Ольденбургский, Константин Петрович (Константин-Фридрих-Петр) (1850—1906). Морганатическая жена — Агриппина Джапаридзе
  - Ольденбургский, Николай Петрович (Николай-Фридрих-Август) (1840—1886). Морганатическая жена — Мария Булацель
  - Ольденбургский, Павел-Фридрих-Август (Август I) (1783—1853)
  - Ольденбургский, Пётр Александрович (Пётр-Фридрих-Георг) (1868—1926). Жена — великая княжна Ольга Александровна.
  - Ольденбургский, Пётр Георгиевич (Константин-Фридрих-Пётр) (1812—1881). Жена — Терезия Вильгельмина Нассауская.
- семья герцога Николая Петровича Ольденбургского:
  - фон Остернбург, Мария Ильинична (Булацель) — морганатическая супруга
  - фон Остернбург, Александра Николаевна (1864—1952) — дочь Николая Петровича Ольденбургского, с 1885 года замужем за Павлом Петровичем Веролем (1863—1931);
  - фон Остернбург, Пётр Николаевич (1866—1868) — сын Николая Петровича Ольденбургского
  - фон Остернбург, Ольга Николаевна (1868—1869) — дочь Николая Петровича Ольденбургского
  - фон Остернбург, Вера Николаевна (1871—1888) — дочь Николая Петровича Ольденбургского

### П
- Павел Александрович (1860—1919) — великий князь, сын Александра II
- Павел I Петрович (1754—1801) — император
- Павел Петрович (1717) — царевич, сын Петра I от Екатерины I, умерший во младенчестве
- Павел Петрович (1693) — предположительно существовавший царевич, сын Петра I от Евдокии Лопухиной, умерший во младенчестве. Существование не доказано.
- Павел Петрович (1705-1707) — предположительно существовавший царевич, сын Петра I от Екатерины I, умерший во младенчестве. Существование не доказано.
- семья великого князя Павла Александровича:
  - Палей, Владимир Павлович (1896—1918) — сын великого князя Павла Александровича
  - Палей, Ирина Павловна (1903—1990) — дочь великого князя Павла Александровича
  - Палей, Наталья Павловна (1905—1981) — дочь великого князя Павла Александровича
  - Палей, Ольга Валерьяновна, Пистолькорс (ур. Карнович) (1865—1929) — морганатическая жена великого князя Павла Александровича
- Пелагея Михайловна (1628—1629) — царевна, дочь Михаила Федоровича
- Пётр I Алексеевич (1672—1725) — царь, император
- Пётр II Алексеевич (1715—1730) — император
- Пётр III Фёдорович (1728—1762) — император
- Пётр Николаевич (1864—1931) — великий князь, сын великого князя Николая Николаевича Старшего
- Пётр Петрович (царевич) (1715—1719) — сын Петра I
- Пётр Петрович (1704-1707) — предположительно существовавший царевич, сын Петра I от Екатерины I, умерший во младенчестве. Существование не доказано.
- Пётр Петрович (1719-23) — предположительно существовавший царевич, сын Петра I от Екатерины I, умерший во младенчестве. Существование не доказано.
- Прасковья Иоанновна (Ивановна) (1694—1731) — царевна, дочь Ивана V
- Прасковья Фёдоровна Салтыкова (1664—1723) — царица, жена Ивана V
- Путятин, Сергей Михайлович — муж великой княжны Марии Павловны Младшей

### Р
- Романовы — бояре (см. Романовы до 1613 года):
  - Романов, Александр Никитич — брат Филарета
  - Романова, Анна Никитична — сестра Филарета. Муж — князь Иван Федорович Троекуров
  - Романов, Василий Никитич — брат Филарета
  - Романова, Евфимия Никитична — сестра Филарета. Муж — князь (Софроний) Иван Васильевич Сицкий
  - Романов, Иван Никитич («Каша») — брат Филарета
  - Романова, Ирина Никитична, в замужестве Годунова. Сестра Филарета
  - Романов, Лев Никитич — брат Филарета
  - Марфа (Ксения Ивановна Шестова) — жена Филарета, мать царя Алексея Михайловича. Умершие в детстве дети: Борис, Никита, Михаил, Лев, Иван
  - Романова, Марфа Никитична — сестра Филарета. Муж — князь Борис Камбулатович Черкасский
  - Романов, Михаил Никитич — брат Филарета
  - Романов, Никита Иванович — сын Ивана Никитича, племянник Филарета. Дети: Андрей, Дмитрий, Прасковья, Ирина, Прасковья, Иван — все скончались в детстве
  - Романова, Татьяна Фёдоровна — дочь Филарета, сестра царя Михаила. Муж — князь Иван Михайлович Катырев-Ростовский.
  - Романова, Ульяна Никитична — сестра Филарета.
  - Патриарх Филарет (Фёдор Никитич Романов) (1554—1633) — отец царя Михаила Федорович
- Роман Петрович (1896—1978) — князь императорской крови, сын великого князя Петра Николаевича
- Ростислав Александрович (1902—1978) — князь императорской крови, сын великого князя Александра Михайловича

### С
- Саксен-Альтенбургский дом:
  - Саксен-Альтенбургская, Елена Георгиевна (1857—1936) — дочь герцога Георга Мекленбург-Стрелицкого и великой княгини Екатерины Михайловны.
  - Саксен-Альтернбургский, Альберт (1843—1902) — муж Елены Георгиевны
- Сергей Александрович (1857—1905) — великий князь, сын Александра II
- Сергей Михайлович (1869—1918) — великий князь, сын великого князя Михаила Николаевича
- Симеон Алексеевич (1665—1669) — царевич, сын Алексея Михайловича
- София Петровна (1898) — княжна императорской крови, дочь великого князя Петра Николаевича
- Софья Алексеевна (1658—1704) — царевна, дочь Алексея Михайловича, правительница
- Софья Михайловна (1634—1636) — царевна, дочь Алексея Михайловича
- семья великой княгини Марии Николаевны:
  - Строганов, Григорий Александрович (1824-1879) — морганатический муж
  - Строганова, Елена Григорьевна (Шереметева) — дочь

### Т
- Татьяна Константиновна (1890—1979) — княжна императорской крови, дочь великого князя Константина Константиновича.
- Татьяна Михайловна (1636—1706) — царевна, дочь Михаила Федоровича
- Татьяна Николаевна (1897—1918) — великая княжна, дочь Николая II
- семья великого князя Михаила Михайловича:
  -  Де Торби, Анастасия Михайловна  (1892—1977) — дочь великого князя Михаила Михайловича
  - Де Торби, Михаил Михайлович  (1898—1959) — сын великого князя Михаила Михайловича
  - Де Торби, Надежда Михайловна  (1896—1963) — дочь великого князя Михаила Михайловича
  - Торби де, Софья Николаевна (Меренберг) (1868—1927) — морганатическая жена

### Ф
- Феодора Алексеевна (1674—1677) — царевна, дочь Алексея Михайловича
- Феодосия Алексеевна (1662—1713) — царевна, дочь Алексея Михайловича
- Феодосия Иоанновна (Ивановна) (1690—1691) — царевна, дочь Ивана V
- Фёдор Александрович (1898-1968) — князь императорской крови, сын великого князя Александра Михайловича
- Фёдор Алексеевич (Феодор III) (1661—1682) — царь

### Ш
- Шарлотта Кристина София Брауншвейг-Вольфенбюттельская — жена царевича Алексея

### Ю
- узаконенные внебрачные дети Александра II и Екатерины Долгоруковой:
  - Юрьевский, Борис Александрович (1876)
  - Юрьевская, Екатерина Александровна (Оболенская) (1878—1959). Муж — Оболенский, Сергей Платонович
  - Юрьевская, Ольга Александровна (1873—1925), муж — Меренберг, Георг-Николай
  - Юрьевский, Георгий Александрович (1872—1913). Жена — Александра Константиновна Зарнекау, дочь Константина Ольденбургского
- семья Ирины Алексендровны:
  - Юсупов, Феликс Феликсович (1887—1967) — морганатический муж Ирины Александровны
  - Юсупова, Ирина Феликсовна (1915—1983) — дочь Ирины Александровны

## Поколенная роспись

### До 1613 года
1. Захарий Иванович Кошкин, внук Федора Андреевича Кошки, сына Андрея Кобылы
  1. Яков Захарьевич Кошкин-Захарьин
    1. Захарьин-Яковлев, Пётр Яковлевич Злоба
    2. Захарьин-Яковлев, Василий Яковлевич

  2. Василий Захарьевич Ляцкий
    1. Иван Васильевич, по прозванию Лятский.

  3. Юрий Захарьевич Кошкин-Захарьин
    1. Василий (ум. 15 июля 1498)
    2. Иван (ум. 6 июля 1502)
    3. Захарьин-Юрьев, Михаил Юрьевич (ум. 1538)
      1. Василий Михайлович
        1. Захарьин-Юрьев, Протасий Васильевич

    4. Григорий Юрьевич
    5. Роман Юрьевич
      1. Анастасия Романовна, дочь Романа Юрьевича от 2-го брака с Ульяной Ивановной, царица
      2. Донат (ум. 5 июля 1543)
      3. Даниил Романович
        1. Шастунова
        2. Оболенская

      4. Анна. Муж — Андрей Федорович Сицкий
      5. Никита Романович. 1-я жена — Варвара, 2-я жена — Евдокия Александровна Горбатая-Шуйская
        1. Лев (ум. 5 февраля 1595 года
        2. Годунова, Ирина Никитична
        3. Марфа. Муж — князь Борис Камбулатович Черкасский
        4. Ульяна (ум. 1565)
        5. Михаил Никитич
        6. Александр Никитич
        7. Василий Никитич
        8. Иван Никитич, по прозванию Каша. Жена — Ульяна Федоровна
          1. Никита Иванович, последний боярин нецарственной линии Романовых. Все его дети умерли в детстве

    6. Андрей
    7. Дмитрий

  4. Прасковья
    1. Ирина
    2. Прасковья
    3. Иван
    4. Фёдор Никитич — Филарет, патриарх. Жена — Шестова, Ксения Ивановна
    5. Михаил Федорович, царь
    6. Татьяна. Муж — князь Иван Михайлович Катырев-Ростовский
    7. Борис (29 ноября 1593)
    8. Никита (29 ноября 1593),
    9. Михаил
    10. Лев (21 сентября 1597)
    11. Иван (7 июня 1599)
    12. Анна. Муж — князь Иван Федорович Троекуров
    13. Евфимия. Муж — князь (Софроний) Иван Васильевич Сицкий

### С 1613 до 1762 года
1. Михаил Фёдорович, царь. 1-я жена Мария Долгорукова. 2-я: Евдокия Стрешнева
  1. Ирина Михайловна (22 апреля 1627 — 8 апреля 1679)
  2. Пелагея Михайловна (1628—1629) — умерла в младенчестве
  3. Алексей Михайлович (19 марта 1629 — 29 января 1676) — царь. 1-я жена Милославская, Мария Ильинична, 2-я Нарышкина, Наталья Кирилловна
    1. Дмитрий Алексеевич (1648—1651)[3]
    2. Евдокия (февраль 1650 — март 1712)
    3. Марфа (август 1652 — июль 1707)
    4. Алексей (февраль 1654 — январь 1670)
    5. Анна (январь 1655 — май 1659)
    6. Софья (сентябрь 1657 — июль 1704)
    7. Екатерина (ноябрь 1658 — май 1718)
    8. Мария (январь 1660 — март 1723)
    9. Фёдор III Алексеевич (май 1661 — апрель 1682). 1-я жена — Агафья Семёновна Грушецкая, 2-я жена Марфа Матвеевна Апраксина
      1. Илья Фёдорович

    10. Феодосия (май 1662 — декабрь 1713)
    11. Симеон (апрель 1665 — июнь 1669)
    12. Иван V (август 1666 — январь 1696), царь. Жена Прасковья Фёдоровна Салтыкова
      1. Мария Ивановна (1689—1692)
      2. Феодосия Ивановна (1690—1691)
      3. Екатерина Ивановна (1691—1733), царевна, замужем за герцогом Карлом Леопольдом Мекленбург-Шверинским
        1. Анна Леопольдовна. Муж Антон Ульрих Брауншвейгский
          1. Иван VI
          2. Екатерина (1741—1807)
          3. Елизавета (1743—82)
          4. Пётр (1745—98)
          5. Алексей (1746—87)

      4. Анна Иоанновна (1693—1740), императрица Российской империи в 1730—1740;
      5. Прасковья Ивановна (1694—1731), царевна, замужем за генерал-аншефом Иваном Ильичом Старшим Дмитриевым-Мамоновым (1680—1730), происходящим из древнего русского рода Рюриковичей, утратившего княжеский титул.

    13. Евдокия Алексеевна (февраль 1669 — февраль 1669)
    14. Пётр I (30 мая 1672 — 28 января 1725). 1-я жена: Евдокия Лопухина, 2-я жена — Екатерина I
      1. Алексей Петрович. Жена: Шарлотта Кристина София Брауншвейг-Вольфенбюттельская
        1. Пётр II
        2. Наталья Алексеевна (великая княжна)

      2. Александр Петрович
      3. Екатерина Петровна
      4. Анна Петровна. Муж: Карл Фридрих Гольштейн-Готторпский
        1. Пётр III. Жена Екатерина II

      5. Елизавета Петровна
      6. Наталья Петровна (1-я)
      7. Маргарита Петровна
      8. Пётр Петрович (царевич)
      9. Павел Петрович
      10. Наталья Петровна (2-я)

    15. Наталья (август 1673 — июнь 1716)
    16. Феодора (сентябрь 1674 — ноябрь 1678)

  4. Анна Михайловна (14 июля 1630 — 27 октября 1692)
  5. Марфа Михайловна (1631—1632) — умерла в младенчестве
  6. Иоанн Михайлович (2 [12] июня 1633—10 [20] января 1639) — умер в 5 лет
  7. Софья Михайловна (1634—1636) — умерла в младенчестве
  8. Татьяна Михайловна (5 января 1636, Москва — 24 августа 1706, Москва)
  9. Евдокия Михайловна (1637) — умерла в младенчестве
  10. Василий Михайлович (25 марта 1639 — 25 марта 1639) — младший сын; погребён в Архангельском соборе Москвы.

### С 1762 года до 1917
В поколенную роспись включены потомки Петра III по мужским линиям до 1917 года. Дети от равнородных браков предшествуют детям от морганатических, а в случае равного статуса браков — мужской пол предшествует женскому. Курсивом выделены те потомки и жёны потомков, чей морганатический статус не вызывает сомнения.
Пётр III (1728—1762), жена — Екатерина II (1729—1796)

1. Павел I Петрович (1754—1801), жёны — Наталья Алексеевна (1755—1776) и Мария Фёдоровна (1759—1828)

1.1. Александр I Павлович (1777—1825), жена — Елизавета Алексеевна (1779—1826)

1.1.a. Мария Александровна (1799—1800)

1.1.b. Елизавета Александровна (1806—1808)

1.2. Константин Павлович (1779—1831), жёны — Анна Фёдоровна (1781—1860) и светлейшая княгиня Жанна Антоновна Лович (1799—1831)

1.3. Николай I Павлович (1796—1855), жена — Александра Фёдоровна (1798—1860)

1.3.1. Александр II Николаевич (1818—1881), жёны — Мария Александровна (1824—1880) и светлейшая княгиня Екатерина Михайловна Юрьевская (1847—1922)

1.3.1.1. Николай Александрович (1843—1865)

1.3.1.2. Александр III Александрович (1845—1894), жена — Мария Фёдоровна (1847—1928)

1.3.1.2.1. Николай II Александрович (1868—1918), жена — Александра Фёдоровна (1872—1918)

1.3.1.2.1.1. Алексей Николаевич (1904—1918)

1.3.1.2.1.a. Ольга Николаевна (1895—1918)

1.3.1.2.1.b. Татьяна Николаевна (1897—1918)

1.3.1.2.1.c. Мария Николаевна (1899—1918)

1.3.1.2.1.d. Анастасия Николаевна (1901—1918)

1.3.1.2.2. Александр Александрович (1869—1870)

1.3.1.2.3. Георгий Александрович (1871—1899)

1.3.1.2.4. Михаил Александрович (1878—1918), жена — графиня Наталья Сергеевна Брасова (1880—1952)

1.3.1.2.4.1. граф Георгий Михайлович Брасов (1910—1931)

1.3.1.2.a. Ксения Александровна (1875—1960), муж — Александр Михайлович (см. ниже — 1.3.4.4.)

1.3.1.2.b. Ольга Александровна (1882—1960)

1.3.1.3. Владимир Александрович (1847—1909), жена — Мария Павловна (1854—1920)

1.3.1.3.1. Александр Владимирович (1875—1877)

1.3.1.3.2. Кирилл Владимирович (1876—1938), жена — Виктория Фёдоровна (1876—1936)

1.3.1.3.2.a. Мария Кирилловна (1907—1951)

1.3.1.3.2.b. Кира Кирилловна (1909—1967)

1.3.1.3.3. Борис Владимирович (1877—1943)

1.3.1.3.4. Андрей Владимирович (1879—1956)

1.3.1.3.4.1. светлейший князь Владимир Андреевич Красинский (1902—1974)

1.3.1.3.a. Елена Владимировна (1882—1957)

1.3.1.4. Алексей Александрович (1850—1908), жена (?) — Жуковская, Александра Васильевна

1.3.1.4.1. граф Алексей Алексеевич Белёвский-Жуковский (1871—1932). Имел потомство.

1.3.1.5. Сергей Александрович (1857—1905), жена — Елизавета Фёдоровна (1864—1918)

1.3.1.6. Павел Александрович (1860—1919), жёны — Александра Георгиевна (1870—1891) и княгиня Ольга Валериановна Палей (1866—1929)

1.3.1.6.1. Дмитрий Павлович (1891—1942)

1.3.1.6.a. Мария Павловна (1890—1958)

1.3.1.6.2. князь Владимир Палей (1897—1918)

1.3.1.6.b. княжна Ирина Палей (1903—1990)

1.3.1.6.c. княжна Наталья Палей (1905—1981)

1.3.1.a. Александра Александровна (1842—1849)

1.3.1.b. Мария Александровна (1853—1920)

1.3.1.7. светлейший князь Георгий Александрович Юрьевский (1872—1913)

1.3.1.7.1. светлейший князь Александр Георгиевич Юрьевский (1900—1988)

1.3.1.8. светлейший князь Борис Александрович Юрьевский (1876—1876)

1.3.1.c. светлейшая княжна Ольга Александровна Юрьевская (1874—1925)

1.3.1.d. светлейшая княжна Екатерина Александровна Юрьевская (1878—1959)

1.3.2. Константин Николаевич (1827—1892), жена — Александра Иосифовна (1830—1911)

1.3.2.1. Николай Константинович (1850—1918)

1.3.2.1.1. князь Артемий Николаевич Романовский-Искандер (1883—1919)

1.3.2.1.2. князь Александр Николаевич Романовский-Искандер (1889—1957)

1.3.2.1.2.1. князь Кирилл Александрович Романовский-Искандер (1914—1992)

1.3.2.1.2.2. княжна Наталья Александровна Романовская-Искандер (1916—1999)

1.3.2.2. Константин Константинович (1858—1915), жена — Елизавета Маврикиевна (1865—1927)

1.3.2.2.1. Иоанн Константинович (1886—1918), жена — Елена Петровна (1884—1962)

1.3.2.3.1.1. Всеволод Иванович (1914—1973)

1.3.2.2.1.a. Екатерина Ивановна (1915—2007)

1.3.2.2.2. Гавриил Константинович (1887—1955)

1.3.2.2.3. Константин Константинович (1890/1891—1918)

1.3.2.2.4. Олег Константинович (1892—1914)

1.3.2.2.5. Игорь Константинович (1894—1918)

1.3.2.2.6. Георгий Константинович (1903—1938)

1.3.2.2.a. Татьяна Константиновна (1890—1979)

1.3.2.2.b. Наталья Константиновна (1905—1905)

1.3.2.2.c. Вера Константиновна (1906—2001)

1.3.2.3. Дмитрий Константинович (1860—1919)

1.3.2.4. Вячеслав Константинович (1862—1879)

1.3.2.a. Ольга Константиновна (1851—1926)

1.3.2.b. Вера Константиновна (1854—1912)

1.3.3. Николай Николаевич Старший (1831—1891), жена — Александра Петровна (1838—1900)

1.3.3.1. Николай Николаевич Младший (1856—1929), жена — Анастасия Николаевна (1868—1929)

1.3.3.2. Пётр Николаевич (1864—1931), жена — Милица Николаевна (1866—1951)

1.3.3.2.1. Роман Петрович (1896—1978)

1.3.3.2.a. Марина Петровна (1892—1981)

1.3.3.2.b. Надежда Петровна (1898—1988)

1.3.3.2.c. Софья Петровна (1898—1898)

1.3.4. Михаил Николаевич (1832—1909), жена — Ольга Фёдоровна (1839—1891)

1.3.4.1. Николай Михайлович (1859—1919)

1.3.4.2. Михаил Михайлович (1861—1929)

1.3.4.2.1. граф Михаил Михайлович де Торби́ (1898—1959)

1.3.4.2.2. графиня Анастасия Михайловна де Торби́ (1892—1977)

1.3.4.2.3. графиня Надежда Михайловна де Торби́ (1896—1963)

1.3.4.3. Георгий Михайлович (1863—1919), жена — Мария Георгиевна (1876—1940)

1.3.4.3.a. Нина Георгиевна (1901—1974)

1.3.4.3.b. Ксения Георгиевна (1903—1960)

1.3.4.4. Александр Михайлович (1866—1933), жена — Ксения Александровна (см. выше — 1.3.1.2.a.)

1.3.4.4.1. Андрей Александрович (1897—1981)

1.3.4.4.3. Никита Александрович (1900—1974)

1.3.4.4.4. Дмитрий Александрович (1901—1980)

1.3.4.4.5. Ростислав Александрович (1902—1978)

1.3.4.4.6. Василий Александрович (1907—1989)

1.3.4.4.6.a. Марина Васильевна (род. 1940)

1.3.4.4.a. Ирина Александровна (1895—1970) (жена князя Ф. Ф. Юсупова)

1.3.4.5. Сергей Михайлович (1869—1918)

1.3.4.6. Алексей Михайлович (1875—1895)

1.3.4.a. Анастасия Михайловна (1860—1922)

1.3.a. Мария Николаевна (1819—1876)

1.3.b. Ольга Николаевна (1822—1892)

1.3.c. Александра Николаевна (1825—1844)

1.4. Михаил Павлович (1798—1849), жена — Елена Павловна (1806—1873)

1.4.a. Мария Михайловна (1825—1846)

1.4.b. Елизавета Михайловна (1826—1845)

1.4.c. Екатерина Михайловна (1827—1894)

1.4.d. Александра Михайловна (1831—1832)

1.4.e. Анна Михайловна (1834—1836)

1.a. Александра Павловна (1783—1801)

1.b. Елена Павловна (1784—1803)

1.c. Мария Павловна (1786—1859)

1.d. Екатерина Павловна (1788—1819)

1.e. Ольга Павловна (1792—1795)

1.f. Анна Павловна (1795—1865)

### С 1762 года до настоящего времени
В поколенную роспись включены потомки Петра III по мужским линиям до 1917 года. Дети от равнородных браков предшествуют детям от морганатических, а в случае равного статуса браков — мужской пол предшествует женскому. жирным – императоры России и претенденты на российский престол (главы Российского императорского дома). Курсив - морганатические потомки Российского императорского дома
Пётр III (1728—1762), жена — Екатерина II (1729—1796)
1. Павел I Петрович (1754—1801), жёны — Наталья Алексеевна (1755—1776) и Мария Фёдоровна (1759—1828)
1.1. Александр I Павлович (1777—1825), жена — Елизавета Алексеевна (1779—1826)
1.1.a. Мария Александровна (1799—1800)
1.1.b. Елизавета Александровна (1806—1808)
1.2. Константин Павлович (1779—1831), жёны — Анна Фёдоровна (1781—1860) и светлейшая княгиня Жанна Антоновна Лович (1799—1831)
1.3. Николай I Павлович (1796—1855), жена — Александра Фёдоровна (1798—1860)
1.3.1. Александр II Николаевич (1818—1881), жёны — Мария Александровна (1824—1880) и светлейшая княгиня Екатерина Михайловна Юрьевская (1847—1922)
1.3.1.1. Николай Александрович (1843—1865)
1.3.1.2. Александр III Александрович (1845—1894), жена — Мария Фёдоровна (1847—1928)
1.3.1.2.1. Николай II Александрович (1868—1918), жена — Александра Фёдоровна (1872—1918)
1.3.1.2.1.1. Алексей Николаевич (1904—1918)
1.3.1.2.1.a. Ольга Николаевна (1895—1918)
1.3.1.2.1.b. Татьяна Николаевна (1897—1918)
1.3.1.2.1.c. Мария Николаевна (1899—1918)
1.3.1.2.1.d. Анастасия Николаевна (1901—1918)
1.3.1.2.2. Александр Александрович (1869—1870)
1.3.1.2.3. Георгий Александрович (1871—1899)
1.3.1.2.4. Михаил Александрович (1878—1918), жена — графиня Н. С.Брасова (1880—1952)
1.3.1.2.4.1. граф Георгий Михайлович Брасов (1910—1931)
1.3.1.2.a. Ксения Александровна (1875—1960), муж — Александр Михайлович (см. ниже — 1.3.4.4.)
1.3.1.2.b. Ольга Александровна (1882—1960)
1.3.1.3. Владимир Александрович (1847—1909), жена — Мария Павловна (1854—1920)
1.3.1.3.1. Александр Владимирович (1875—1877)
1.3.1.3.2. Кирилл Владимирович (1876—1938), жена — Виктория Фёдоровна (1876—1936)
1.3.1.3.2.1. Владимир Кириллович (1917—1992), жена — Леонида Георгиевна (1914—2010)
1.3.1.3.2.1.Мария Владимировна (род. 1953)
1.3.1.3.2.1. Георгий Михайлович (род. 1981),жена — Виктория Романовна (р. 1982)
1.3.1.3.2.a. Мария Кирилловна (1907—1951)
1.3.1.3.2.b. Кира Кирилловна (1909—1967)
1.3.1.3.3. Борис Владимирович (1877—1943)
1.3.1.3.4. Андрей Владимирович (1879—1956)
1.3.1.3.4.1. светлейший князь Владимир Андреевич Красинский (1902—1974)
1.3.1.3.a. Елена Владимировна (1882—1957)
1.3.1.4. Алексей Александрович (1850—1908), жена (?) — Жуковская, Александра Васильевна
1.3.1.4.1. граф Алексей Алексеевич Белёвский-Жуковский (1871—1932). Имел потомство.
1.3.1.5. Сергей Александрович (1857—1905), жена — Елизавета Фёдоровна (1864—1918)
1.3.1.6. Павел Александрович (1860—1919), жёны — Александра Георгиевна (1870—1891) и княгиня Ольга Валериановна Палей (1866—1929)
1.3.1.6.1. Дмитрий Павлович (1891—1942)
1.3.1.6.1.1. Павел Дмитриевич Романовский-Ильинский'' (1928—2004)
1.3.1.6.1.1.1. Дмитрий Романовский-Ильинский (род. 1954)
1.3.1.6.1.1.1.a. Катерина Романовская-Ильинская (род. 1981)
1.3.1.6.1.1.1.b. Виктория Романовская-Ильинская (род. 1984)
1.3.1.6.1.1.1.c. Лела Романовская-Ильинская (род. 1986)
1.3.1.6.1.1.2. Михаил Романовский-Ильинский (род. 1961)
1.3.1.6.1.1.2.a. Алексия Романовская-Ильинская (род. 1994)
1.3.1.6.1.1.a. Паула Романовская-Ильинская (род. 1955)
1.3.1.6.1.1.b. Анна Романовская-Ильинская (род. 1959)
1.3.1.6.a. Мария Павловна (1890—1958)
1.3.1.6.2. князь Владимир Палей (1897—1918)
1.3.1.6.b. княжна Ирина Палей (1903—1990)
1.3.1.6.c. княжна Наталья Палей (1905—1981)
1.3.1.a. Александра Александровна (1842—1849)
1.3.1.b. Мария Александровна (1853—1920)
1.3.1.7. светлейший князь Георгий Александрович Юрьевский (1872—1913)
1.3.1.7.1. светлейший князь Александр Георгиевич Юрьевский (1900—1988)
1.3.1.7.1.1. светлейший князь Георгий Александрович Юрьевский (род. 1961)
1.3.1.8. светлейший князь Борис Александрович Юрьевский (1876—1876)
1.3.1.c. светлейшая княжна Ольга Александровна Юрьевская (1874—1925)
1.3.1.d. светлейшая княжна Екатерина Александровна Юрьевская (1878—1959)
1.3.2. Константин Николаевич (1827—1892), жена — Александра Иосифовна (1830—1911)
1.3.2.1. Николай Константинович (1850—1918)
1.3.2.1.1. князь Артемий Николаевич Романовский-Искандер (1883—1919)
1.3.2.1.2. князь Александр Николаевич Романовский-Искандер (1889—1957)
1.3.2.1.2.1. князь Кирилл Александрович Романовский-Искандер (1914—1992)
1.3.2.1.2.2. княжна Наталья Александровна Романовская-Искандер (1916—1999)
1.3.2.2. Константин Константинович (1858—1915), жена — Елизавета Маврикиевна (1865—1927)
1.3.2.2.1. Иоанн Константинович (1886—1918), жена — Елена Петровна (1884—1962)
1.3.2.3.1.1. Всеволод Иванович (1914—1973)
1.3.2.2.1.a. Екатерина Ивановна (1915—2007)
1.3.2.2.2. Гавриил Константинович (1887—1955)
1.3.2.2.3. Константин Константинович (1890/1891—1918)
1.3.2.2.4. Олег Константинович (1892—1914)
1.3.2.2.5. Игорь Константинович (1894—1918)
1.3.2.2.6. Георгий Константинович (1903—1938)
1.3.2.2.a. Татьяна Константиновна (1890—1979)
1.3.2.2.b. Наталья Константиновна (1905—1905)
1.3.2.2.c. Вера Константиновна (1906—2001)
1.3.2.3. Дмитрий Константинович (1860—1919)
1.3.2.4. Вячеслав Константинович (1862—1879)
1.3.2.a. Ольга Константиновна (1851—1926)
1.3.2.b. Вера Константиновна (1854—1912)
1.3.3. Николай Николаевич Старший (1831—1891), жена — Александра Петровна (1838—1900)
1.3.3.1. Николай Николаевич Младший (1856—1929), жена — Анастасия Николаевна (1868—1929)
1.3.3.2. Пётр Николаевич (1864—1931), жена — Милица Николаевна (1866—1951)
1.3.3.2.1. Роман Петрович (1896—1978)
1.3.3.2.1.1. Николай Романович (1922—2014)
1.3.3.2.1.1.a. Наталья Николаевна (род. 1952)
1.3.3.2.1.1.b. Елизавета Николаевна (род. 1956)
1.3.3.2.1.1.c. Татьяна Николаевна (род. 1961)
1.3.3.2.1.2. Дмитрий Романович''' (1926—2016)
1.3.3.2.a. Марина Петровна (1892—1981)
1.3.3.2.b. Надежда Петровна (1898—1988)
1.3.3.2.c. Софья Петровна (1898—1898)
1.3.4. Михаил Николаевич (1832—1909), жена — Ольга Фёдоровна (1839—1891)
1.3.4.1. Николай Михайлович (1859—1919)
1.3.4.2. Михаил Михайлович (1861—1929)
1.3.4.2.1. граф Михаил Михайлович де Торби́ (1898—1959)
1.3.4.2.2. графиня Анастасия Михайловна де Торби́ (1892—1977)
1.3.4.2.3. графиня Надежда Михайловна де Торби́ (1896—1963)
1.3.4.3. Георгий Михайлович (1863—1919), жена — Мария Георгиевна (1876—1940)
1.3.4.3.a. Нина Георгиевна (1901—1974)
1.3.4.3.b. Ксения Георгиевна (1903—1960)
1.3.4.4. Александр Михайлович (1866—1933), жена — Ксения Александровна (см. выше — 1.3.1.2.a.)
1.3.4.4.1. Андрей Александрович (1897—1981)
1.3.4.4.1.1. Михаил Андреевич (1920—2008)
1.3.4.4.1.2. Андрей Андреевич. Ст.'' (1923—2021)
1.3.4.4.1.2.1. Алексей Андреевич (род. 1953)
1.3.4.4.1.2.2. Пётр Андреевич (род. 1961)
1.3.4.4.1.2.3. Андрей Андреевич Мл. (род. 1963)
1.3.4.4.1.2.3.a. Наталья Андреевна (род. 1993)
1.3.4.4.1.a. Ксения Андреевна (1919—2000)
1.3.4.4.1.b. Ольга Андреевна (род. 1950)
1.3.4.4.2. Фёдор Александрович (1898—1968)
1.3.4.4.2.1. Михаил Фёдорович (1924—2008)
1.3.4.4.2.1.1. Михаил Михайлович (1959—2001)
1.3.4.4.2.1.1.a. Татьяна Михайловна (род. 1986)
1.3.4.4.2.a. Ирина Фёдоровна (род. 1934)
1.3.4.4.3. Никита Александрович (1900—1974)
1.3.4.4.3.1. Никита Никитич (1923—2007)
1.3.4.4.3.1.1. Фёдор Никитич (1974—2007)
1.3.4.4.3.2. Александр Никитич' (1929—2002)
1.3.4.4.4. Дмитрий Александрович (1901—1980)
1.3.4.4.4.a. Надежда Дмитриевна (1939—2002)
1.3.4.4.5. Ростислав Александрович (1902—1978)
1.3.4.4.5.1. Ростислав Ростиславич. Ст.'' (1938—1999)
1.3.4.4.5.1.1. Ростислав Ростиславич Мл.' (род. 1985)
1.3.4.4.5.1.2. Никита Ростиславич (род. 1987)
1.3.4.4.5.1.a. Стефена Ростиславна (род. 1963)
1.3.4.4.5.1.b. Александра Ростиславна (род. 1983)
1.3.4.4.5.2. Николай Ростиславич (1945—2000)
1.3.4.4.5.2.1. Николас-Кристофер Николаевич (род. 1968)
1.3.4.4.5.2.1.1. [родился до брака] Кори Николаевич (1994—1998)
1.3.4.4.5.2.1.a. Карлайн Николаевна (род. 2000)
1.3.4.4.5.2.1.b. Челли Николаевна (род. 2003)
1.3.4.4.5.2.2. Даниэль Николаевич (род. 1972)
1.3.4.4.5.2.2.a. Мэдисон Данииловна (род. 2007)
1.3.4.4.5.2.a. Хизер-Ноэль (Николаевна) (род. 1976)
1.3.4.4.6. Василий Александрович (1907—1989)
1.3.4.4.6.a. Марина Васильевна (род. 1940)
1.3.4.4.a. Ирина Александровна (1895—1970) (жена князя Ф. Ф. Юсупова)
1.3.4.5. Сергей Михайлович (1869—1918)
1.3.4.6. Алексей Михайлович (1875—1895)
1.3.4.a. Анастасия Михайловна (1860—1922)
1.3.a. Мария Николаевна (1819—1876)
1.3.b. Ольга Николаевна (1822—1892)
1.3.c. Александра Николаевна (1825—1844)
1.4. Михаил Павлович (1798—1849), жена — Елена Павловна (1806—1873)
1.4.a. Мария Михайловна (1825—1846)
1.4.b. Елизавета Михайловна (1826—1845)
1.4.c. Екатерина Михайловна (1827—1894)
1.4.d. Александра Михайловна (1831—1832)
1.4.e. Анна Михайловна (1834—1836)
1.a. Александра Павловна (1783—1801)
1.b. Елена Павловна (1784—1803)
1.c. Мария Павловна (1786—1859)
1.d. Екатерина Павловна (1788—1819)
1.e. Ольга Павловна (1792—1795)
1.f. Анна Павловна (1795—1865)